# ماركوس غيبسون
ماركوس غيبسون (بالإنجليزية: Marcus Gibson)‏ (15 نوفمبر 1973، سيدني في أستراليا)؛ روائي أسترالي.